# Heliconius nebulosa
Heliconius nebulosa är en fjärilsart som beskrevs av William James Kaye 1916. Heliconius nebulosa ingår i släktet Heliconius och familjen praktfjärilar. Inga underarter finns listade i Catalogue of Life.